# Gary Wang
Gary Wang (n. c. 1993) es un programador y empresario estadounidense que cofundó la bolsa de criptomonedas FTX junto con Sam Bankman-Fried. En 2022, en la cima de su fortuna, ocupó el puesto 227 de los estadounidenses más ricos según el «Forbes 400» y el 431 de la lista mundial «The World's Billionaires». Tras la quiebra de FTX, se declaró culpable de fraude electrónico y otros cargos a cambio de testificar contra su antiguo compañero de universidad y cofundador, Sam Bankman-Fried. Antes de crear FTX trabajó en Google Flights, donde diseñó sistemas para la agregación de precios de billetes.

## Primeros años y formación
Nacido en China, Wang emigró con sus padres a Estados Unidos a los ocho años. Se graduó en 2011 en la Cherry Hill High School East de Nueva Jersey. En 2010 asistió al campamento Canada/USA Mathcamp, donde conoció a Bankman-Fried. Posteriormente estudió matemáticas e informática en el Instituto Tecnológico de Massachusetts (MIT), donde compartió habitación con Bankman-Fried durante tres años y perteneció a la fraternidad mixta Epsilon Theta. Tras licenciarse abandonó Google para unirse a Alameda Research, fundada por Bankman-Fried en 2017, y en 2019 ambos lanzaron FTX.

## FTX
En FTX ejerció de director de tecnología (CTO) y llegó a ser el segundo mayor accionista de la compañía. Poseía el 17 % de FTX y el 10 % de Alameda Research, la firma hermana del exchange. De carácter reservado, era considerado «brillantemente excepcional» y tan esencial que, según fuentes internas, FTX colapsaría si él se marchaba. Sus padres declararon que «no le interesaban la comunicación ni la gestión, solo el código» que escribía para la empresa.
El 18 de diciembre de 2022 se declaró culpable ante el Tribunal del Distrito Sur de Nueva York de fraude electrónico y tres conspiraciones relacionadas con fraude bursátil y de materias primas, admitiendo haber ayudado a Bankman-Fried a defraudar a los clientes de FTX. Su abogado, Ilan Graff, afirmó que «Gary ha asumido su responsabilidad y se toma en serio sus obligaciones como testigo colaborador». Como parte del acuerdo, declaró en el caso «Estados Unidos contra Sam Bankman-Fried» que, con «simples ajustes de código», ayudó a Alameda Research a desviar hasta 65 000 millones de dólares de los clientes de FTX y que «mintió al público» sobre ello. Añadió que, entre 2019 y 2022, modificó el código de la plataforma para otorgar privilegios especiales a Alameda aun sabiendo su implicación fraudulenta.